# Liste der Opus-Klassik-Preisträger
Dieser Artikel beinhaltet eine Auflistung aller Musiker und Werke, die seit 2018 mit einem Musikpreis Opus Klassik ausgezeichnet wurden.

## Audiophile Mehrkanaleinspielung des Jahres
| Jahr | Preisträger | Werk                           | Musiklabel/Vertrieb           | Sparte |
| ---- | --- | ------------------------------ | ----------------------------- | ------ |
| 2018 | Budapest Festival Orchestra, Cantemus Children’s Choir, Iván Fischer, Gerhild Romberger & Chor des Bayerischen Rundfunks | Mahler: Symphony No. 3         | Channel Classics Records      | —      |
| 2019 | Meistersinger von Nürnberg                                                                                               | Die Meistersinger von Nürnberg | Deutsche Grammophon/Universal | —      |

## Audiovisuelle Musikproduktion
| Jahr | Preisträger                                                    | Werk                                                         | Musiklabel/Vertrieb | Sparte |
| ---- | -------------------------------------------------------------- | ------------------------------------------------------------ | ------------------- | ------ |
| 2020 | Kyra Steckeweh & Tim van Beveren                               | Komponistinnen – Eine filmische und musikalische Spurensuche | Uniqueopia          | —      |
| 2022 | Jakub Józef Orliński, Jan Tomasz Adamus & Capella Cracoviensis | Vivaldi: Stabat Mater                                        | Erato               | —      |

## Bestseller des Jahres
| Jahr | Preisträger                                        | Werk                                                  | Musiklabel/Vertrieb       | Sparte |
| ---- | -------------------------------------------------- | ----------------------------------------------------- | ------------------------- | ------ |
| 2018 | NDR Elbphilharmonie Orchester & Thomas Hengelbrock | Johannes Brahms: Symphonies Nos. 3 & 4                | Sony Classical/Sony Music | —      |
| 2019 | Jonas Kaufmann                                     | Eine italienische Nacht live aus der Waldbühne Berlin | Sony Classical/Sony Music | —      |
| 2020 | Igor Levit                                         | Beethoven: Complete Piano Sonatas                     | Sony Classical/Sony Music |        |
| 2021 | Lang Lang                                          | Bach: Goldberg Variationen                            | Deutsche Grammophon       | —      |
| 2022 | John Williams & Berliner Philharmoniker            | The Berlin Concert                                    | Deutsche Grammophon       | —      |
| 2023 | David Garrett                                      | ICONIC                                                | Deutsche Grammophon       | ―      |

## Chorwerkeinspielung des Jahres
| Jahr | Preisträger                                 | Werk                                                     | Musiklabel/Vertrieb                | Sparte |
| ---- | ------------------------------------------- | -------------------------------------------------------- | ---------------------------------- | ------ |
| 2018 | Renner Ensemble Regensburg & Hans Pritschet | War No More. Männerchorwerke zu Krieg und Frieden        | ARS                                | —      |
| 2019 | Calmus Ensemble Leipzig & Ensemble Amarcord | Leipziger Disputation                                    | Carus-Verlag                       | —      |
| 2020 | Ælbgut & Ensemble Wunderkammer              | Johann Sebastian Bach: Johannes Passion, 2. Fassung 1725 | Coviello Classics                  | —      |
| 2021 | Raphaël Pichon & Pygmalion                  | Johann Sebastian Bach: Motets                            | Harmonia Mundi                     | —      |
| 2022 | Singer Pur                                  | Among Whirlwinds – Kompositionen von Frauen für Stimmen  | Oehmsclassics                      | —      |
| 2023 | Capella de la Torre                         | Monteverdi – Memories                                    | deutsche harmonia mundi/Sony Music | —      |

## Dirigent des Jahres
| Jahr | Preisträger          | Werk                                                  | Musiklabel/Vertrieb | Sparte |
| ---- | -------------------- | ----------------------------------------------------- | ------------------- | ------ |
| 2018 | Cornelius Meister    | Bohuslav Martinů: The Symphonies – Complete Recording | Capriccio/Naxos     | —      |
| 2019 | Paavo Järvi          | Sibelius: Symphonies 1–7                              | RCA Records         | —      |
| 2020 | Mirga Gražinytė-Tyla | Weinberg: Symphonies NOS. 2 & 21                      | Deutsche Grammophon | —      |
| 2021 | Marc Albrecht        | Zemlinsky – Die Seejungfrau                           | Pentatone           | —      |
| 2022 | Vladimir Jurowski    | Richard Strauss: Eine Alpensinfonie: Op. 64           | Pentatone           | —      |
| 2023 | Jakub Hrůša          | Hans Rott: Symphony No. 1                             | Deutsche Grammophon | —      |

## Editorische Leistung des Jahres
| Jahr | Preisträger | Werk | Musiklabel/Vertrieb            | Sparte |
| ---- | --- | --- | ------------------------------ | ------ |
| 2018 | Hänssler Classic / Jascha Nemtsov | Legends – Vsevolod Zaderatsky: Piano Works                                                                       | hänssler classic/Profil Medien | —      |
| 2018 | Sony Classical | Leonard Bernstein: The Composer                                                                                  | Sony Classical/Sony Music      | —      |
| 2019 | Friedrich Gulda | Bach-Gulda-Clavichord (The Monotapes)                                                                            | Berlin Classics/Edel           | —      |
| 2020 | Dresdner Kammerchor, David Erler, Stefan Kunath, Tobias Mäthger, Dorothee Mields, Georg Poplutz, Hans-Christoph Rademann, Gerlinde Sämann, Isabel Schicketanz, Martin Schicketanz, Felix Schwandtke & Maria Stosiek | Heinrich Schütz: Psalmen & Friedensmusiken. Abschluss der ersten Gesamteinspielung der Werke von Heinrich Schütz | Carus-Verlag                   | —      |
| 2021 | Detlef Giese & Johannes Gleim | 450 Years Staatskapelle Berlin                                                                                   | Deutsche Grammophon            | —      |
| 2022 | Florian Uhlig | Robert Schumann – Die kompletten Klavierwerke                                                                    | Hänssler Classic               | —      |
| 2023 | Holger Groschopp, Adele Bitter | Simon Laks: Werke für Violoncello und Werke für Klavier                                                          | Cybele                         |        |

## Ensemble/Orchester des Jahres
| Jahr | Preisträger                     | Werk                                                   | Musiklabel/Vertrieb                  | Sparte                        |
| ---- | ------------------------------- | ------------------------------------------------------ | ------------------------------------ | ----------------------------- |
| 2018 | L’Arpeggiata & Christina Pluhar | Händel goes Wild                                       | rato/Warner Music                    | Ensemble des Jahres           |
| 2018 | ORA                             | Many are the Wonders                                   | harmonia mundi                       | Ensemble des Jahres (Chor)    |
| 2018 | Gewandhausorchester             | Bruckner: Symphony No. 3 – Wagner: Tannhäuser Overture | Deutsche Grammophon/Universal        | Orchester des Jahres          |
| 2019 | Lautten Compagney               | War & Peace – 1618:1918                                | Dhm/Sony Music                       | Ensemble/Orchester des Jahres |
| 2020 | Ensemble Resonanz               | Bryce Dessner: Tenebre                                 | Resonanzraum Records                 | Ensemble/Orchester des Jahres |
| 2021 | Ensemble Modern                 | Beschenkt – 40 Miniaturen zum Jubiläum                 |                                      | Ensemble/Orchester des Jahres |
| 2022 | Kammerakademie Potsdam          | Mozart Symphonies Nos. 39, 40, 41                      | Sony Classical                       | Ensemble/Orchester des Jahres |
| 2022 | Huelgas Ensemble                | En Albion: Medieval Polyphony in England               | Deutsche Harmonia Mundi (Sony Music) | Ensemble/Orchester des Jahres |
| 2023 | Wiener Philharmoniker           | Bruckner: Symphony No. 9 in D Minor, WAB 109           | Sony Classical                       | Ensemble/Orchester des Jahres |
| 2023 | Sächsische Bläserphilharmonie   | La Valse                                               | Hänssler Classic                     | Ensemble/Orchester des Jahres |

## Filmmusik / Score
| Jahr | Preisträger                                       | Werk                                                 | Musiklabel/Vertrieb | Sparte |
| ---- | ------------------------------------------------- | ---------------------------------------------------- | ------------------- | ------ |
| 2022 | Frank Strobel & Rundfunk-Sinfonieorchester Berlin | Alfred Schnittke: Film Music Edition, Vol. 5         | Capriccio           | —      |
| 2023 | Ryūichi Sakamoto                                  | Exception (Soundtrack from the Netflix Anime Series) |                     |        |

## Innovative Audio-Produktion des Jahres
| Jahr | Preisträger                         | Werk                        | Musiklabel/Vertrieb | Sparte |
| ---- | ----------------------------------- | --------------------------- | ------------------- | ------ |
| 2019 | Berolina Ensemble & Maria Bengtsson | Waldemar von Bausznern      | MDG                 | —      |
| 2020 | Franz Ensemble                      | Ferdinand Ries: Kammermusik | MDG                 | —      |

## Innovationspreis für Nachhaltigkeit
| Jahr | Preisträger                        | Werk                                                                         | Musiklabel/Vertrieb | Sparte |
| ---- | ---------------------------------- | ---------------------------------------------------------------------------- | ------------------- | ------ |
| 2021 | Deutsche Kammerphilharmonie Bremen | Music Lab – Join the Sound, ein partizipatives Online-Musikerlebnis für alle | —                   | —      |
| 2021 | Mozartfest Würzburg                | "100 für 100" – 100 Ideen für 100 Jahre Mozartfest                           | —                   | —      |
| 2022 | Mareike Neumann & Ann-Luise Oppelt | Bach by Bike                                                                 | —                   | —      |

## Innovatives Hörerlebnis
| Jahr | Preisträger                             | Werk                                               | Musiklabel/Vertrieb | Sparte |
| ---- | --------------------------------------- | -------------------------------------------------- | ------------------- | ------ |
| 2021 | Helen Dabringhaus & Trio Parnassus      | Christian Heinrich Rinck Vol. 2                    | MDG                 | —      |
| 2022 | Kian Soltani                            | Cello Unlimited                                    | Deutsche Grammophon | —      |
| 2023 | Christian Zacharias, Werner Dabringhaus | Joseph Haydn - Sonaten Hoboken XVI: 21, 44, 39, 46 | MDG                 | —      |

## Innovatives Konzert des Jahres
| Jahr | Preisträger                                                                             | Werk                                                                   | Musiklabel/Vertrieb | Sparte |
| ---- | --------------------------------------------------------------------------------------- | ---------------------------------------------------------------------- | ------------------- | ------ |
| 2019 | Elina Albach, Benedikt Kristjánsson & Philipp Lamprecht                                 | J.S. Bach: Johannespassion                                             | Carus-Verlag        | —      |
| 2020 | Theresa Baumgartner, Francesco Donadello, Sam Slater, Hildur Guðnadóttir & Chris Watson | Hildur Guðnadóttir: Chernobyl                                          | Deutsche Grammophon | —      |
| 2021 | David Fray & John Neumeier                                                              | Ghost Light                                                            | EuroArts            | —      |
| 2022 | Max Richter & Yulia Mahr                                                                | Reflektor Festival                                                     | —                   | —      |
| 2023 | Cameron Shahbazi                                                                        | Woman.Life.Freedom – Ein Benefizkonzert für die Menschenrechte im Iran | —                   | —      |

## Instrumentalist des Jahres
| Jahr | Preisträger                 | Werk                                                   | Musiklabel/Vertrieb                        | Sparte       |
| ---- | --------------------------- | ------------------------------------------------------ | ------------------------------------------ | ------------ |
| 2018 | Frank Bungarten             | Johann Kaspar Mertz: Der letzte Wiener Virtuose        | MDG/Naxos                                  | Gitarre      |
| 2018 | Albrecht Mayer              | Tesori d’Italia. Vivaldi – Sammartini – Ristori – Elmi | Deutsche Grammophon/Universal              | Oboe         |
| 2018 | Mie Miki                    | Das wohltemperierte Akkordeon                          | BIS/Klassik Center Kassel                  | Akkordeon    |
| 2018 | Roman Patkoló               | The Six Seasons                                        | nasswetter music group/fours entertainment | Kontrabass   |
| 2018 | Daniil Olegowitsch Trifonow | Chopin Evocations                                      | Deutsche Grammophon/Universal              | Klavier      |
| 2019 | Igor Levit                  | Life                                                   | Sony Classical/Sony Music                  | Klavier      |
| 2019 | Sol Gabetta                 | Schumann                                               | Sony Classical/Sony Music                  | Cello        |
| 2019 | Andreas Ottensamer          | Blue Hour                                              | Deutsche Grammophon                        | Klarinette   |
| 2020 | Anne-Sophie Mutter          | Across the Stars                                       | Deutsche Grammophon                        | Violine      |
| 2020 | Dorothee Oberlinger         | Night Music                                            | DHM/Sony Music                             | Blockflöte   |
| 2020 | Elisabeth Leonskaja         | Robert Schumann Variations – Sonaten                   | eaSonus                                    | Klavier      |
| 2021 | Daniil Trifonov             | Silver Age                                             | Deutsche Grammophon                        | Klavier      |
| 2021 | Augustin Hadelich           | Bohemian Tales                                         | Warner                                     | Violine      |
| 2021 | Martin Fröst                | Vivaldi                                                | Sony                                       | Klarinette   |
| 2022 | Beatrice Rana               | Chopin Études Op.25–4 Scherzi                          | Warner Classics                            | Klavier      |
| 2022 | Tianwa Yang                 | Prokofiev: Violin Concertos 1 and 2                    | Naxos                                      | Violine      |
| 2022 | Dominik Wollenweber         | The Art of English Horn                                | Supraphon                                  | Englischhorn |
| 2023 | Víkingur Ólafsson           | From Afar                                              | Deutsche Grammophon                        | Klavier      |
| 2023 | Anne Sophie Mutter          | WILLIAMS Violin Concerto No. 2 & Selected Film Themes  | Deutsche Grammophon                        | Violine      |
| 2023 | Martynas Levickis           | Martynas Levickis/Autograph                            | Accentus                                   | Akkordeon    |

## Kammermusikeinspielung des Jahres
| Jahr | Preisträger | Werk                                                              | Musiklabel/Vertrieb                | Sparte                                          |
| ---- | --- | ----------------------------------------------------------------- | ---------------------------------- | ----------------------------------------------- |
| 2018 | Martha Argerich & Sergei Babayan | Prokofiev for Two                                                 | Deutsche Grammophon/Universal      | Musik 20./21. Jahrhundert                       |
| 2018 | Capella de la Torre & Katharina Bäuml                                                                                                   | Una Serata Venexiana                                              | deutsche harmonia mundi/Sony Music | Musik bis inklusive 17./18. Jahrhundert         |
| 2018 | Kuss Quartett, Hinrich Alpers, Hanno Müller-Brachmann, Nabil Shehata, Tehila Nini Goldstein, Marie-Pierre Langlamet & Agata Szymczewska | Rudi Stephan: Chamber Works and Songs                             | Sony Classical/Sony Music          | Musik 20./21. Jahrhundert / Gemischtes Ensemble |
| 2018 | Mozart Piano Quartet, Cornelia Gartemann & Radovan Vlatković                                                                            | Georg Hendrik Witte: Piano Quartet op. 5 & Horn Quintet op. post. | MDG/Naxos                          | Musik 19. Jahrhundert                           |
| 2018 | Yo-Yo Ma, Chris Thile & Edgar Meyer | Bach Trios                                                        | Nonesuch/Warner                    | Musik bis inklusive 17./18. Jahrhundert         |
| 2018 | Tabea Zimmermann, Jörg Widmann & Dénes Várjon                                                                                           | Es war einmal … One upon a time … Märchenerzählungen              | myrios classics                    | Musik 19. Jahrhundert                           |
| 2019 | Tillmann Höfs / Akiko Nikami | Air                                                               | Genuin                             | Duo                                             |
| 2019 | Yubo Zhou / Bin Huang / Alexander Suleiman                                                                                              | An-Lun Huang                                                      | MDG                                | Trio                                            |
| 2019 | Signum Quartett | Schubert: Aus der Ferne                                           | PentaTone                          | Quartett                                        |
| 2019 | Schumann Quartett mit Anna Lucia Richter                                                                                                | Intermezzo                                                        | Berlin Classics                    | Quintett                                        |
| 2020 | Raphaela Gromes & Julian Riem | Offenbach                                                         | Sony                               | Duo                                             |
| 2020 | Wiener Klaviertrio | Ludwig van Beethoven Klaviertrios: op. 97 & op. 1,3               | MDG                                | Trio                                            |
| 2020 | vision String Quartet | Memento                                                           | Warner Classics                    | Quartett                                        |
| 2020 | Les Passions de l’âme & Meret Lüthi | Biber/Schmelzer/Fux: Variety – The Art of Variation               | DHM                                | Gemischtes Ensemble                             |
| 2021 | Duo Tal & Groethuysen | Reinhard Febel – J.S. Bach: 18 Studies on "The Art of Fugue"      | Sony                               | —                                               |
| 2021 | Isang David Enders | Vox Humana                                                        | Berlin                             | —                                               |
| 2021 | Ensemble Mini | Mahler 10 – Arr. for ensemble by Michelle Castelletti             | Ars                                | —                                               |
| 2021 | Dejan Lazić | Mozart: Piano Quartets                                            | Onyx                               | —                                               |
| 2021 | Quatuor Ébène | Beethoven Around the World – The Complete String Quartets         | Erato/Warner Music                 | —                                               |
| 2021 | Jörg Widmann | Johannes Brahms: Clarinet Sonatas                                 | ECM                                | —                                               |
| 2022 | Sharon Kam, Enrico Pace, Julian Steckel & Antje Weithaas                                                                                | Hindemith: Werke für Klarinette                                   | Orfeo                              | Klarinette                                      |
| 2022 | Trio 21meter60 | Nothing but Tuba                                                  | Genuin                             | Bläser                                          |
| 2022 | Armida Quartett | Mozart, String Quartets Vol. 4                                    | Avi Musik                          | Streichquartett                                 |
| 2023 | Tetzlaff Trio: Lars Vogt, Tanja Tetzlaff, Christian Tetzlaff                                                                            | Schubert: Piano Trios                                             | Ondine                             | Klaviertrio                                     |
| 2023 | Hohenstaufen Ensemble | Robert Kahn                                                       | Hänssler Classic                   | Klavier und Streicher                           |
| 2023 | Maria Ioudenitch, Kenny Broberg | Songbird                                                          | Warner Classics                    | Violine und Klavier                             |

## Klassik für Kinder
| Jahr | Preisträger                                            | Werk                                        | Musiklabel/Vertrieb           | Sparte |
| ---- | ------------------------------------------------------ | ------------------------------------------- | ----------------------------- | ------ |
| 2018 | Lucas & Arthur Jussen, Katja Riemann & Roger Willemsen | Camille Saint-Saëns: Der Karneval der Tiere | Deutsche Grammophon/Universal | —      |

## Klassik ohne Grenzen
| Jahr | Preisträger                                          | Werk                                | Musiklabel/Vertrieb           | Sparte                        |
| ---- | ---------------------------------------------------- | ----------------------------------- | ----------------------------- | ----------------------------- |
| 2018 | Benny Andersson                                      | Piano                               | Deutsche Grammophon/Universal | —                             |
| 2018 | Bjarte Eike & Barokksolistene                        | The Alehouse Sessions               | Rubicon/harmonia mundi        | —                             |
| 2018 | Philharmonix                                         | The Vienna Berlin Music Club Vol. 1 | Deutsche Grammophon/Universal | —                             |
| 2019 | Rolf Lislevand & Concerto Stella Matutina            | Nuove Invenzioni                    | Sony Classical/Sony Music     | Laute                         |
| 2019 | Anneleen Lenaerts                                    | Nino Rota: Works for Harp           | Warner Classics               | Harfe                         |
| 2019 | Bryn Terfel                                          | Dreams and Songs                    | Warner Classics               | Gesang                        |
| 2020 | Ádám Fischer, Jonas Kaufmann & Wiener Philharmoniker | Wien                                | Sony                          | —                             |
| 2020 | Sebastian Manz & Sebastian Studnitzky                | A Bernstein Story                   | Berlin                        | —                             |
| 2020 | Francesco Tristano                                   | Tokyo Stories                       | Sony                          | —                             |
| 2021 | Joseph Calleja                                       | The Magic of Mantovani              | Decca/Universal               | —                             |
| 2021 | Ragnhild Hemsing                                     | Røta                                | Berlin Classics               | —                             |
| 2022 | Moby                                                 | Reprise                             | Deutsche Grammophon           | —                             |
| 2022 | Francesco Tristano                                   | On Early Music                      | Sony Classical                | Renaissance- und Barock-Musik |
| 2023 | Abel Selaocoe                                        | Where is Home (Hae Ke Kae)          | Warner Classics               |                               |
| 2023 | Eldbjørg Hemsing, Arctic Philharmonic                | Arctic                              | Sony Classical                |                               |

## Komponist des Jahres
| Jahr | Preisträger       | Werk                                                                                 | Musiklabel/Vertrieb | Sparte |
| ---- | ----------------- | ------------------------------------------------------------------------------------ | ------------------- | ------ |
| 2019 | Jörg Widmann      | Arche                                                                                | ECM                 | —      |
| 2020 | Detlev Glanert    | Oceane                                                                               | Oehms               | —      |
| 2021 | Olga Neuwirth     | Die Stadt ohne Juden                                                                 |                     | —      |
| 2022 | Pēteris Vasks     | Klātbūtne (Cello-Konzert Nr. 2), Musica serena, Musica dolorosa, Musica appassionata | Schott              | —      |
| 2023 | Konstantia Gourzi | Whispers                                                                             | Sony                | —      |

## Konzerteinspielung des Jahres
| Jahr | Preisträger                                                                                        | Werk                                                                                                  | Musiklabel/Vertrieb           | Sparte                                          |
| ---- | -------------------------------------------------------------------------------------------------- | --- | ----------------------------- | ----------------------------------------------- |
| 2018 | Lisa Batiashvili, Yannick Nézet-Séguin & Chamber Orchestra of Europe                               | Visions of Prokofiev                                                                                  | Deutsche Grammophon/Universal | Musik 20./21. Jahrhundert / Violine             |
| 2018 | Berliner Barock Solisten & Reinhard Goebel                                                         | J.S. Bach: Brandenburg Concertos                                                                      | Sony Classical/Sony Music     | Musik bis inklusive 18. Jahrhundert             |
| 2018 | Frank Dupree, Deutsche Staatsphilharmonie Rheinland-Pfalz & Karl-Heinz Steffens                    | George Antheil: A Jazz Symphony, Piano Concerto No. 1, Capital of the World Suite, Archipelago Rhumba | Capriccio/Naxos               | Musik 20./21. Jahrhundert / 3 Klaviere          |
| 2018 | Tatjana Ruhland, Alexander Liebreich, Radio-Sinfonieorchester Stuttgart des SWR & Eckart Heiligers | Carl Reinecke: Flute Concertos & Flute Sonatas                                                        | cpo/jpc                       | Musik 19. Jahrhundert / Flöte                   |
| 2018 | Alon Sariel & Ensemble Concerto Foscari                                                            | Telemandolin                                                                                          | Berlin Classics/Edel          | Musik bis inklusive 18. Jahrhundert / Mandoline |
| 2018 | Tasmanian Symphony Orchestra & Howard Shelley                                                      | Potter: Piano Concerto No. 2 in D minor & Piano Concerto No. 4 in E major                             | HYPERION/note 1               | Musik 19. Jahrhundert / Klavier                 |
| 2019 | Midori Seiler / Concerto Köln                                                                      | La Venezia di Anna Maria                                                                              | Berlin Classics               | Violine                                         |
| 2019 | Lucie Horsch                                                                                       | Baroque Journey                                                                                       | Decca Records                 | Flöte                                           |
| 2019 | Markus Becker                                                                                      | Max Reger: Klavierkonzert f-Moll, Op. 114                                                             | CAvi                          | Klavier                                         |
| 2019 | Kinan Azmeh                                                                                        | Uneven Sky                                                                                            | Dreyer Gai/Note 1             | Klarinette                                      |
| 2020 | Cameron Carpenter, Konzerthausorchester Berlin & Christoph Eschenbach                              | Rachmaninoff: Rhapsody on a Theme of Paganini / Poulenc: Organ Concerto                               | Sony                          | Orgel                                           |
| 2020 | Annika Treutler, Rundfunk-Sinfonieorchester Berlin & Stephan Frucht                                | Ullmann: Piano Concerto & Solo Works                                                                  | Berlin Classics               | Klavier                                         |
| 2020 | Simon Höfele, BBC Scottish Symphony Orchestra, BBC National Orchestra of Wales & Duncan Ward       | Standards                                                                                             | Berlin Classics               | Trompete                                        |
| 2020 | Mirijam Contzen, WDR Sinfonieorchester & Reinhard Goebel                                           | Franz Joseph Clement: Violin Concertos Nos. 1 & 2                                                     | Sony                          | Violine                                         |
| 2021 | Patricia Kopatchinskaja                                                                            | What’s Next Vivaldi?                                                                                  | Alpha Classics                | Geige                                           |
| 2021 | Dai Miyata                                                                                         | Edward Elgar: Cellokonzert op.85                                                                      | MDG                           | Cello                                           |
| 2021 | Selina Ott                                                                                         | Trompetenkonzerte                                                                                     | Orfeo                         | Trompete                                        |
| 2021 | Yuja Wang                                                                                          | John Adams: Must the Devil Have All The Good Tunes?                                                   | Deutsche Grammophon           | Klavier                                         |
| 2022 | Renaud Capuçon & Orchestre de Chambre de Lausanne                                                  | Arvo Pärt: Tabula Rasa                                                                                | Erato                         | Violin und Orchester                            |
| 2022 | Stefan Temmingh, Sebastian Wienand & Capricornus Consort Basel                                     | Leipzig 1723                                                                                          | Accent                        | Flöte, Cembalo; Bach und seine Rivale           |
| 2022 | Albrecht Mayer & Deutsche Kammerphilharmonie Bremen                                                | Mozart                                                                                                | Deutsche Grammophone          | Oboe und Orchester                              |
| 2023 | Yuja Wang, Louisville Orchestra                                                                    | The American Project                                                                                  | Deutsche Grammophone          | Klavier und Orchester                           |
| 2023 | Mahan Esfahani, Prague Radio Symphony Orchestra                                                    | Harpsichord Concertos                                                                                 | Hyperion                      | Harpsichord und Orchester                       |
| 2023 | Xavier de Maistre, WDR Sinfonieorchester                                                           | Harp Concertos                                                                                        | Sony Classical                | Harfe und Orchester                             |
| 2023 | Mayumi Hirasaki, Concerto Köln                                                                     | Pisendel                                                                                              | Berlin Classics               | Violine und Orchester                           |

## Musik-DVD-/Blu-ray-Produktion des Jahres
| Jahr | Preisträger          | Werk  | Musiklabel/Vertrieb  | Sparte |
| ---- | -------------------- | ----- | -------------------- | ------ |
| 2018 | Axel Borup-Jørgensen | Marin | OUR Recordings/Naxos | —      |

## Nachwuchsförderung des Jahres
| Jahr | Preisträger                                                      | Werk                                    | Musiklabel/Vertrieb | Sparte |
| ---- | ---------------------------------------------------------------- | --------------------------------------- | ------------------- | ------ |
| 2018 | Ensemble Esperanza                                               | —                                       | —                   | —      |
| 2019 | Düsseldorfer Singpause                                           | —                                       | —                   | —      |
| 2020 | Kinderopernhaus Berlin – Projekt der Staatsoper Unter den Linden | —                                       | —                   | —      |
| 2021 | Berliner Mädchenchor                                             | Stimmenüberleben                        | Eigenvertrieb       | —      |
| 2022 | The Young ClassX                                                 | —                                       | —                   | —      |
| 2023 | Vokalhelden                                                      | Chorprogramm für Kinder und Jugendliche | —                   | —      |

## Nachwuchskünstler des Jahres
| Jahr | Preisträger            | Werk                                        | Musiklabel/Vertrieb                | Sparte                        |
| ---- | ---------------------- | ------------------------------------------- | ---------------------------------- | ----------------------------- |
| 2018 | 4 Times Baroque        | Caught in Italian Virtuosity                | deutsche harmonia mundi/Sony Music | Gemischtes Ensemble           |
| 2018 | Kathrin Christians     | Feld – Weinberg – Theodorakis               | classic/Profil Medien              | Flöte                         |
| 2018 | Sheku Kanneh-Mason     | Inspiration                                 | Decca/Deutsche Grammophon          | Cello                         |
| 2018 | Regula Mühlemann       | Cleopatra – Baroque Arias                   | Sony Classical/Sony Music          | Gesang                        |
| 2018 | Emmanuel Tjeknavorian  | Solo                                        | Sony Classical/Sony Music          | Violine                       |
| 2019 | Emőke Baráth           | Voglio Cantar                               | Warner Classics                    | Gesang                        |
| 2019 | Nadine Sierra          | There’s a Place for Us                      | Deutsche Grammophon/Universal      | Gesang                        |
| 2019 | Christoph Sietzen      | Incantations                                | Sony Classical/Sony Music          | Marimba                       |
| 2019 | Konstantin Reinfeld    | Debut                                       | ARS Produktion/Note 1              | Mundharmonika                 |
| 2020 | Benjamin Bernheim      | Benjamin Bernheim                           | Deutsche Grammophon                | Gesang                        |
| 2020 | Elsa Dreisig           | Morgen                                      | Erato                              | Gesang                        |
| 2020 | Isata Kanneh-Mason     | Romance – The Piano Music of Clara Schumann | Decca                              | Klavier                       |
| 2020 | Annelien Van Wauwe     | Belle Epoque                                | Pentatone                          | Klarinette                    |
| 2021 | Fatma Said             | El Nour                                     | Warner                             | Gesang                        |
| 2021 | Pablo Ferrández        | Reflections                                 | Sony                               | Cello                         |
| 2021 | Robert Neumann         | SWR 2 New Talent – Robert Neumann           | SWR                                | Klavier                       |
| 2021 | Lucienne Renaudin Vary | Piazzolla Stories                           | Warner                             | Trompete                      |
| 2022 | Äneas Humm             | Embrace                                     | Rondeau                            | Gesang                        |
| 2022 | Pene Pati              | Pene Pati                                   | Warner                             | Gesang                        |
| 2022 | Dominik Wagner         | Bottesini – Revolution of Bass              | Berlin Classics                    | Kontrabass                    |
| 2022 | Magdalena Hoffmann     | Nightscapes                                 | Deutsche Grammophon                | Harfe                         |
| 2023 | Jonathan Tetelman      | Arias                                       | Deutsche Grammophon                | Gesang                        |
| 2023 | Gloria Bullock         | Walking in the Dark                         | Nonesuch Records                   | Gesang                        |
| 2023 | Max Volbers            | Whispers of Tradition                       | Genuin                             | Blockflöte, Tasteninstrumente |
| 2023 | Mao Fujita             | Mozart: The Complete Piano Sonatas          | Sony                               | Piano                         |
| 2023 | Bruno Delepelaire      | Carl Friedrich Abel: Cello Concertos        | Hänssler Classic                   | Cello                         |
| 2023 | Tarmo Peltokoski       | Oskar Böhme Trumpet Concerto                | Berlin Classics                    | Dirigat                       |

## Neue Klassik
| Jahr | Preisträger                                                            | Werk                             | Musiklabel/Vertrieb | Sparte |
| ---- | ---------------------------------------------------------------------- | -------------------------------- | ------------------- | ------ |
| 2022 | Ludovico Einaudi                                                       | Underwater                       | Decca               | —      |
| 2023 | Gabriel Adorján, Talia Or, Bettina Aust, bayerische kammerphilharmonie | Paul Ben-Haim. Music for strings | Avi Music           | —      |

## Operneinspielung des Jahres
| Jahr | Preisträger | Werk                                                              | Musiklabel/Vertrieb   | Sparte                                 |
| ---- | --- | ----------------------------------------------------------------- | --------------------- | -------------------------------------- |
| 2018 | Joshua Bloom, Bernarda Fink, Gerald Finley, Christian Gerhaher, Elias Mädler, Franz-Josef Selig, Simon Halsey, London Symphony Chorus, London Symphony Orchestra, Simon Rattle, Magdalena Kožená | Debussy: Pelléas et Mélisande                                     | LSO Live/note 1       | Oper 20./21. Jahrhundert               |
| 2018 | Joyce DiDonato, Michael Spyres & Marie-Nicole Lemieux | Berlioz: Les Troyens                                              | Erato/Warner          | Oper 19. Jahrhundert                   |
| 2018 | Ensemble Pygmalion & Raphaël Pichon | Stravaganza d’amore                                               | harmonia mundi        | Oper bis inklusive 17./18. Jahrhundert |
| 2019 | Huelgas Ensemble & Paul van Nevel | Francesca Caccini: La liberazione di Ruggiero dall’isola d’Alcina | DHM                   | Oper bis 18. Jahrhundert               |
| 2019 | Orchestra of the Age of Enlightenment & Mark Elder | Rossini: Semiramide                                               | Opera Rara            | Oper bis 19. Jahrhundert               |
| 2019 | BBC Symphony Orchestra | John Adams: Doctor Atomic                                         | Nonesuch/Warner Music | Oper 20./21. Jahrhundert               |
| 2020 | Jeanine de Bique, Tim Mead, Jakub Józef Orliński, Le Concert d’Astrée & Emmanuelle Haïm | Händel: Rodelinda (DVD)                                           | Erato                 | Oper bis 18. Jahrhundert               |
| 2020 | Véronique Gens, Benjamin Bernheim, Les Talens Lyriques & Christophe Rousset | Gounod: Faust (Version 1859)                                      | Palazzetto Bru Zane   | Oper bis 19. Jahrhundert               |
| 2020 | Sara Jakubiak, Brian Jagde, Chorus and Orchestra of the Deutsche Oper Berlin, Marc Albrecht & Christof Loy                                                                                       | Korngold: Das Wunder der Heliane                                  | Naxos                 | Oper 20./21. Jahrhundert               |
| 2021 | Marcus Bosch, Cappella Aquileia & Katharina Thalbach | Georg Anton Benda: Medea – Ein mit Musik vermischtes Melodram     | Coviello              | —                                      |
| 2021 | Carlos Álvarez, Jonas Kaufmann, Frederica Lombardi, Orchestra e Choro dell’ Accademia Nazionale di Santa Cecilia, Antonio Pappano & Verginie Verrez                                              | Giuseppe Verdi: Otello                                            | Sony                  | —                                      |
| 2021 | Tansel Akzeybek, Vera-Lotte Boecker, Komische Oper Berlin, Stefan Kurt, Alma Sadé & Jordan de Souza                                                                                              | Jaromír Weinberger: Frühlingsstürme                               | Naxos                 | —                                      |
| 2022 | Elsa Dreisig, Lea Desandre, Joana Mallwitz, & Wiener Philharmoniker | Mozart: Così fan tutte                                            | Erato                 | —                                      |
| 2022 | Marlis Petersen, Jonas Kaufmann, Kirill Petrenko & Bayerisches Staatsorchester | Korngold: Die tote Stadt                                          | BSO Recordings        | —                                      |
| 2023 | Christian Immler, Maximilian Schmitt, René Jacobs & Freiburger Barockorchester | Weber: Der Freischütz                                             | Hamonia mundi         | Oper 19. Jahrhundert                   |

## Sänger des Jahres
| Jahr | Preisträger          | Werk                           | Musiklabel/Vertrieb       | Sparte |  |
| ---- | -------------------- | ------------------------------ | ------------------------- | ------ |  |
| 2018 | Juan Diego Flórez    | Mozart                         | Sony Classical/Sony Music | —      |  |
| 2019 | Christian Gerhaher   | Schumann: Frage                | Sony Classical/Sony Music | —      |  |
| 2020 | Daniel Behle         | Mozart: MoZart                 | Sony Classical/Sony Music | —      |  |
| 2021 | Piotr Beczała        | Vincerò!                       | Pentatone                 | —      |  |
| 2022 | Jonas Kaufmann       | Liszt – Freudvoll und leidvoll | Sony Classical/Sony Music | —      |  |
| 2023 | Jakub Józef Orliński | Farewells                      | Warner Classics/Erato     | —      |  |

## Sängerin des Jahres
| Jahr | Preisträger     | Werk                   | Musiklabel/Vertrieb | Sparte |  |
| ---- | --------------- | ---------------------- | ------------------- | ------ |  |
| 2018 | Diana Damrau    | Meyerbeer: Grand Opera | Erato/Warner Music  | —      |  |
| 2019 | Joyce DiDonato  | Songplay               | Erato/Warner Music  | —      |  |
| 2020 | Marlis Petersen | Dimensionen Innenwelt  | Sony Music          | —      |  |
| 2020 | Elīna Garanča   | Sol y vida             | Deutsche Grammophon | —      |  |
| 2021 | Sonya Yoncheva  | Rebirth                | Sony                | —      |  |
| 2022 | Lea Desandre    | Amazone                | Erato/Warner Music  | —      |  |
| 2023 | Asmik Grigorian | Dissonance             | Outhere Music       | —      |  |

## Sinfonische Einspielung des Jahres
| Jahr | Preisträger                                                                            | Werk                                                                | Musiklabel/Vertrieb            | Sparte                              |
| ---- | -------------------------------------------------------------------------------------- | ------------------------------------------------------------------- | ------------------------------ | ----------------------------------- |
| 2018 | Baltimore Symphony Orchestra, Marin Alsop, Jennifer Johnson Cano & Jean-Yves Thibaudet | Bernstein: Symphonies Nos. 1 & 2                                    | Naxos/Boosey & Hawkes          | Musik 20./21. Jahrhundert           |
| 2018 | Capricornus Consort Basel & Peter Barczi                                               | Franz Xaver Richter: Sinfonias, Sonatas & Oboe Concerto             | CHRISTOPHORUS/note 1           | Musik bis inklusive 18. Jahrhundert |
| 2018 | Deutsche Kammerphilharmonie Bremen & Paavo Järvi                                       | Brahms: Symphony No. 2, Tragic overture, Academic festival overture | RCA Red Seal/Sony              | Musik 19. Jahrhundert               |
| 2019 | Dogma Chamber Orchestra                                                                | Mozart / Schubert                                                   | MDG                            | Musik bis inklusive 18. Jahrhundert |
| 2019 | Düsseldorfer Symphoniker mit Ádám Fischer                                              | Mahler: Sinfonie Nr. 3 d-Moll                                       | CAvi                           | Musik 19. Jahrhundert               |
| 2019 | Wiener Philharmoniker mit Franz Welser-Möst                                            | Von Einem: Philadelphia Symphonie                                   | Orfeo                          | Musik 20./21. Jahrhundert           |
| 2020 | Deutsche Kammerakademie Neuss & Simon Gaudenz                                          | François-Joseph Gossec: Symphonien op. IV, No. 1-6                  | CPO                            | Musik bis inklusive 18. Jahrhundert |
| 2020 | Danish Chamber Orchestra & Ádám Fischer                                                | Beethoven: Sämtliche Sinfonien                                      | Naxos                          | Musik 19. Jahrhundert               |
| 2020 | BBC National Orchestra of Wales mit Christoph-Mathias Mueller                          | Alexander Veprik: Orchesterwerke                                    | MDG                            | Musik 20./21. Jahrhundert           |
| 2021 | NDR Radiophilharmonie                                                                  | Emilie Mayer                                                        | CPO                            | Musik 19. Jahrhundert               |
| 2021 | Philharmonieorchester Tokio                                                            | Andrea Battistoni #1                                                |                                | Musik 20./21. Jahrhundert           |
| 2022 | Mihkel Kütson & Niederrheinische Sinfoniker                                            | Alexander Glazunov – Sinfonie 7                                     | MDG                            | Musik 20. Jahrhundert               |
| 2022 | Reinhard Goebel & Berliner Barock Solisten                                             | Mozart Serenades                                                    | Hänssler Classics              | Musik bis inklusive 18. Jahrhundert |
| 2023 | Constantin Trinks & Frankfurt Radio Symphony                                           | Wilhelm Petersen: Symphonie Nr. 3                                   | Profil/Edition Günter Hänssler | Musik 20. Jahrhundert               |
| 2023 | Susanna Mälkki & Los Angeles Philharmonic Orchestra                                    | Steve Reich: Runner (2016) / Music for Ensemble and Orchestra       | Nonesuch                       | Musik 21. Jahrhundert               |

## Solistische Einspielung des Jahres
| Jahr | Preisträger                                                                 | Werk                                                                   | Musiklabel/Vertrieb           | Sparte                                        |
| ---- | --------------------------------------------------------------------------- | ---------------------------------------------------------------------- | ----------------------------- | --------------------------------------------- |
| 2018 | Boris Giltburg, Royal Scottish National Orchestra & Carlos Miguel Prieto    | Rachmaninov: Piano Concerto No. 2 & Études-tableaux op. 33             | Naxos                         | Musik 20./21. Jahrhundert / Klavier           |
| 2018 | Barbara Hannigan & Ludwig Orchestra                                         | Crazy Girl Crazy                                                       | Alpha Classics/Outhere        | Gesang des Jahres (Oratorien/Konzert/Lied)    |
| 2018 | Julija Michailowna Leschnewa, Michail Jurjewitsch Antonenko & Concerto Köln | Carl Heinrich Graun: Opera Arias                                       | Decca/Deutsche Grammophon     | Gesang des Jahres (Oper)                      |
| 2018 | George Li                                                                   | Live at the Mariinsky                                                  | Warner Classics               | Musik 19. Jahrhundert / Klavier               |
| 2018 | Olga Peretyatko, Ural Philharmonic Orchestra & Dmitry Liss                  | Russian Light                                                          | Sony Classical/Sony Music     | Gesang des Jahres (Oper)                      |
| 2018 | Jean Rondeau                                                                | Vertigo                                                                | Erato/Warner                  | Musik bis inklusive 18. Jahrhundert / Cembalo |
| 2019 | Jakub Józef Orliński                                                        | Anima Sacra – Sacred Barocque Arias                                    | Erato/Warner                  | Gesang des Jahres (Oper)                      |
| 2019 | Andrè Schuen                                                                | Schubert: Wanderer (Lieder)                                            | Cavi-Music/Harmonia Mundi     | Gesang des Jahres (Lied)                      |
| 2019 | Emmanuel Pahud                                                              | Solo                                                                   | Warner Classics               | Flöte                                         |
| 2019 | Víkingur Ólafsson                                                           | Johann Sebastian Bach                                                  | Deutsche Grammophon/Universal | Klavier                                       |
| 2019 | Ben van Oosten                                                              | César Franck – Das Orgelwerk                                           | MDG                           | Orgel                                         |
| 2019 | Kim Kashkashian                                                             | J.S. Bach: Six Suites for Viola Solo (BWV 1007–1012)                   | ECM New Series                | Viola                                         |
| 2020 | Nuria Rial                                                                  | Muera Cupido                                                           | DHM                           | Gesang des Jahres (Oper)                      |
| 2020 | Diana Damrau                                                                | Strauss: Vier letzte Lieder                                            | Warner                        | Gesang des Jahres (Lied)                      |
| 2020 | Thomas Zehetmair                                                            | Bach: Sei Solo                                                         | ECM                           | Violine                                       |
| 2020 | Daniel Müller-Schott                                                        | #CelloUnlimited                                                        | Orfeo                         | Cello                                         |
| 2020 | Víkingur Ólafsson                                                           | Debussy Rameau                                                         | Deutsche Grammophon           | Klavier                                       |
| 2020 | Frank Bungarten                                                             | Emilio Pujol: Estudios                                                 | MDB                           | Gitarre                                       |
| 2022 | Jeanine De Bique                                                            | Mirrors                                                                | Berlin Classics               | Gesang                                        |
| 2022 | Miriam Feuersinger                                                          | Johann Sebastian Bach: „Ich bin vergnügt...“ – Kantaten BWV 51, 82, 84 | Christophorus                 | Gesang                                        |
| 2022 | Joyce DiDonato                                                              | Eden                                                                   | Erato/Warner                  | Gesang                                        |
| 2022 | Christian Gerhaher                                                          | Robert Schumann: Alle Lieder                                           | Sony Classical                | Gesang                                        |
| 2022 | Viviane Chassot                                                             | Johann Sebastian Bach: Pure Bach                                       | Prospero                      | Akkordeon                                     |
| 2022 | Eckhard Manz                                                                | Orgelpunkt – Rieger Orgel St. Martin Kassel                            | Dabringhaus und Grimm (MDG)   | Orgel                                         |
| 2022 | Igor Levit                                                                  | On Dsch                                                                | Sony Classical                | Klavier                                       |

## Sonderpreise
| Jahr | Preisträger                                                              | Werk                                         | Musiklabel/Vertrieb | Sparte                                    |
| ---- | ------------------------------------------------------------------------ | -------------------------------------------- | ------------------- | ----------------------------------------- |
| 2020 | Olga Bezsmertna, Matthias Brandt, Beethoven Orchester Bonn & Dirk Kaftan | Ludwig van Beethoven: Egmont Schauspielmusik | MDG                 | Beethoven 250                             |
| 2021 | Daniel Hope                                                              | —                                            | —                   | Besondere Leistungen                      |
| 2021 | BR KlickKlack                                                            | —                                            | —                   | Besondere mediale Formate und Verbreitung |
| 2021 | Vision String Quartet                                                    | The Shoemaker                                | Warner Music        | Welt am Sonntag Publikumspreis            |

## Videoclip des Jahres
| Jahr | Preisträger                                         | Werk                                                                       | Musiklabel/Vertrieb                                                                      | Sparte |  |
| ---- | --------------------------------------------------- | -------------------------------------------------------------------------- | ---------------------------------------------------------------------------------------- | ------ |  |
| 2019 | Lang Lang                                           | Beethoven: Bagatelle No. 25 in a Minor, WoO 59 “Für Elise” – Piano Book    | Deutsche Grammophon/Universal                                                            | —      |  |
| 2020 | Kassandra Wedel                                     | Beethoven: Deaf Hip-Hop World Champion Dances Beethoven Symphony No. 5     | Deutsche Grammophon                                                                      | —      |  |
| 2021 | Niklas Liepe, NDR Radiophilharmonie, Jamie Phillips | Bach: GodBergHain – Quodlibet über „Kraut und Rüben haben mich vertrieben“ | Sony                                                                                     | —      |  |
| 2022 | Dobrawa Czocher & Hania Rani                        | Inner Symphonies                                                           | Deutsche Grammophon Rani, Hania & Czocher, Dobrawa – (2021) Inner Symphonies auf YouTube | —      |  |
| 2023 | David Orlowsky, David Bergmüller                    | Alter Ego                                                                  | Sony                                                                                     | —      |  |

## Weltersteinspielung des Jahres
| Jahr | Preisträger | Werk                                     | Musiklabel/Vertrieb | Sparte |
| ---- | --- | ---------------------------------------- | ------------------- | ------ |
| 2018 | EntArteOpera Choir, Andreas Jankowitsch, Christa Ratzenböck, Martin Sieghart, Joachim Goltz, Marc Horus, Hans Peter Scheidegger, Israel Chamber Orchestra                                                                                      | Walter Braunfels: Ulenspiegel            | Capriccio/Naxos     | —      |
| 2019 | Evelinde Trenkner & Sontraud Speidel | Gustav Mahler: Sinfonie Nr. 5            | MDG                 | —      |
| 2020 | Symphonieorchester des Bayerischen Rundfunks, Deutsches Symphonie-Orchester Berlin, Beethoven Orchester Bonn, Konzertchor Darmstadt, Muhai Tang, Dennis Russell Davies, Mathias Husmann, Wolfgang Seeliger & ORF Radio-Symphonieorchester Wien | Heinz Winbeck: Sämtliche Sinfonien (1–5) | TYXart              | —      |
| 2021 | Ensemble 1700, Joao Fernandes, Liliya Gaysina, Roberta Invernizzi, Maria Ladurner, Roberta Mameli, Dorothee Oberlinger, Helena Rasker & Bruno de Sa                                                                                            | Giovanni Bononcini: Polifemo             | DHM                 | —      |
| 2022 | Andrzej Szadejko, Goldberg Baroque Ensemble & Goldberg Vokal Ensemble | Johann Daniel Pucklitz: Musica Baltica 9 | MDG                 | —      |
| 2023 | Christian Gerhaher, Juliane Banse, Sarah Maria Sun, Annette Schönmüller, Ivan Ludlow, Philharmonia Zürich, Heinz Holliger, Basler Madrigalisten                                                                                                | Heinz Holliger, Lunea                    | ECM                 | —      |

## Würdigung des Lebenswerkes
| Jahr | Preisträger       | Werk | Musiklabel/Vertrieb | Sparte |
| ---- | ----------------- | ---- | ------------------- | ------ |
| 2018 | Christa Ludwig    | —    | —                   | —      |
| 2019 | Mariss Jansons    | —    | —                   | —      |
| 2020 | Rudolf Buchbinder | —    | —                   | —      |
| 2021 | Reri Grist        | —    | —                   | —      |
| 2023 | Herbert Blomstedt | —    | —                   | —      |
| 2024 | Gundula Janowitz  | —    | —                   | —      |